# Stenzelberg (Siebengebirge)
Der Stenzelberg (ursprünglich: Steintelberg) ist ein 287 Meter hoher Berg im Siebengebirge. Er liegt südwestlich des Königswinterer Stadtteils Heisterbacherrott in der Nähe des Klosters Heisterbach.
Geologisch handelt es sich beim Stenzelberg um eine Quellkuppe aus dem vulkanischen Gestein Latit, wobei das aufsteigende Magma die Erdoberfläche nicht erreichte, sondern im umgebenden Deckgestein aus Tuff stecken blieb. Durch Erosion wurde der weichere Tuff später abgetragen und das härtere Latit freigelegt.
Der Stenzelberg wurde seit dem 11. Jahrhundert als Steinbruch für Quarz-Latit genutzt. Das Gestein wurde unter anderem für die Propsteikirche in Oberpleis, die Nikolauskapelle in Heisterbacherrott und das Bonner Münster genutzt, später auch für die Kirchen in Nieder-, Oberdollendorf und Asbach. Zu den weiteren in Stenzelberger Latit errichteten Gebäuden gehört der Heisterbacher Hof in Königswinter.

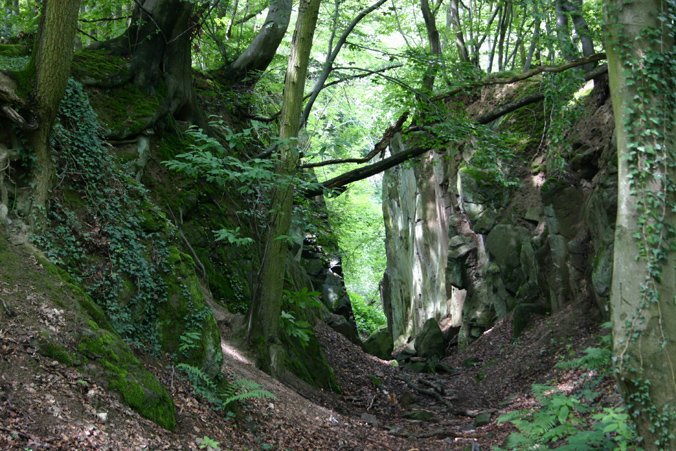
Charakteristische Felsschlucht am Stenzelberg

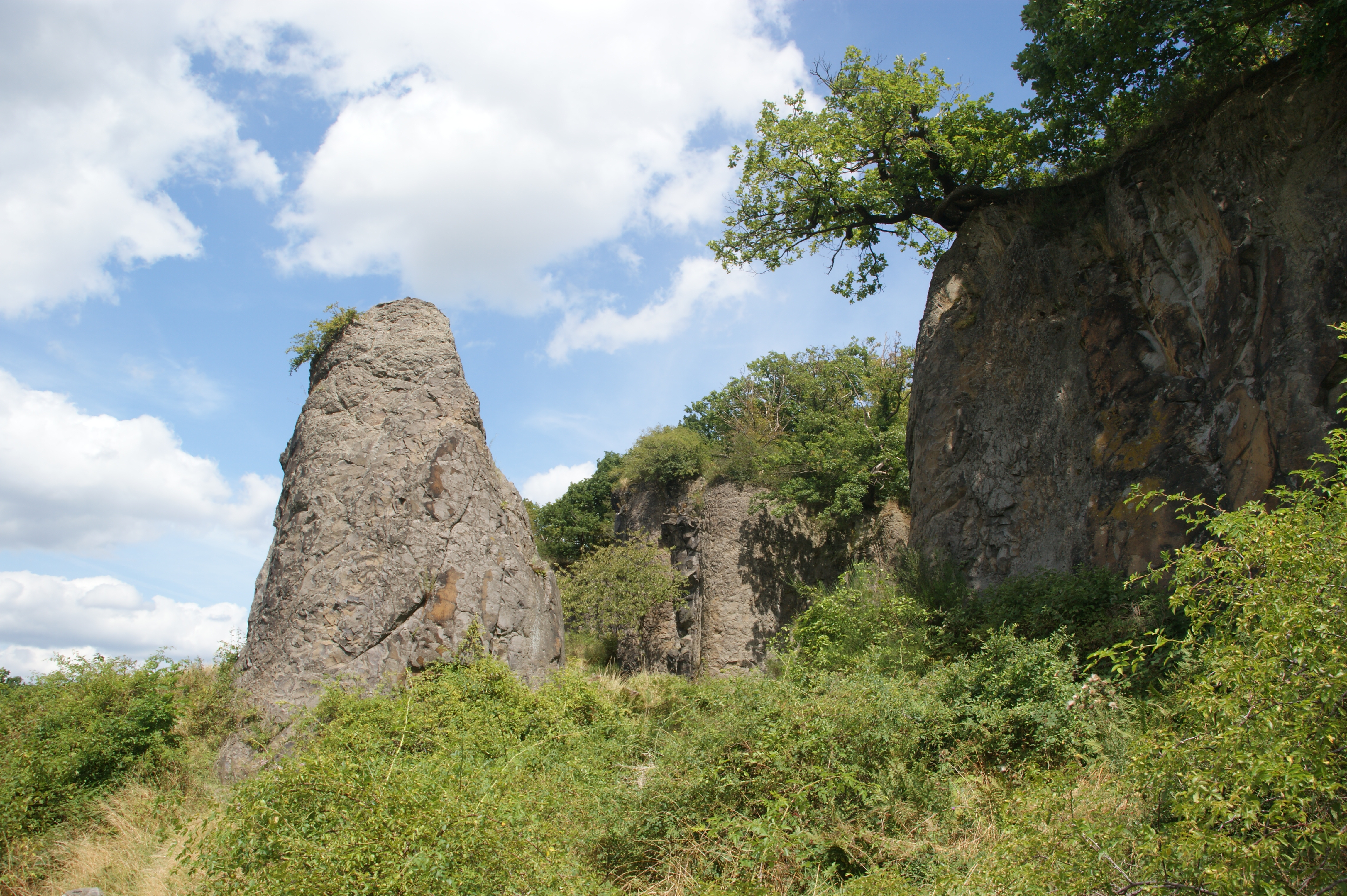
Umläufer

Der Steinbruchbetrieb endete 1931. Nach Stilllegung der Brüche hat sich am Stenzelberg eine charakteristische Landschaft entwickelt, die die besondere Flora und Fauna eines Trockenbiotops bietet.
Insbesondere die steilen Felswände und freistehenden „Umläufer“ machten den Berg in den 1980er und 1990er Jahren zum beliebten Klettergebiet.
Seit Juni 2005 ist das Klettern am Stenzelberg ausdrücklich verboten. Zuvor hatte der Rhein-Sieg-Kreis das Klettern geduldet, obwohl der Stenzelberg wie das ganze Siebengebirge bereits seit 1920 als Naturschutzgebiet (NSG) ausgewiesen war. Notwendig wurde das Kletterverbot durch die neue Naturschutzgebietsverordnung im Zuge der Anerkennung des Siebengebirges als FFH-Gebiet 5309-301 (Fauna-Flora-Habitat) der Europäischen Union. Insbesondere wurde das Vorkommen der Mauereidechse beunruhigt und Eiablageplätze an den Feldfüßen zerstört. Trotz des Verbots wurde nach 2005 illegal geklettert. Der Pfad zu den Felsen wurde deshalb vom Forstamt gesperrt.